# Île Kabak
Île Kabak är en ö i Guinea.   Den ligger i prefekturen Préfecture de Forécariah och regionen Kindia Region, i den sydvästra delen av landet, 40 km sydost om huvudstaden Conakry.